# Henri Yevele
Henri Yevele (Derbyshire, 1320 – 1400) è stato un architetto inglese.

## Biografia
Gli sono attribuite diverse opere e parti di edifici, fra cui le navate e i chiostri dell'abbazia di Westminster e della Cattedrale di Canterbury.
| Controllo di autorità | VIAF (EN) 148530190 · ISNI (EN) 0000 0000 9997 1456 · CERL cnp01274165 · GND (DE) 142578371 |